# Estanque de Liat
Estanque de Liat är en sjö i Spanien.   Den ligger i provinsen Província de Lleida och regionen Katalonien, i den nordöstra delen av landet, 500 km nordost om huvudstaden Madrid. Estanque de Liat ligger 2 135 meter över havet. Arean är 0,21 kvadratkilometer.  Trakten runt Estanque de Liat består i huvudsak av gräsmarker. Den sträcker sig 0,5 kilometer i nord-sydlig riktning, och 0,9 kilometer i öst-västlig riktning.